# Scaccianuvole
Scaccianuvole è il nono album della Bandabardò uscito il 3 maggio 2011 e presentato con un tour nelle Feltrinelli.
L'album debutta alla posizione #19 della classifica ufficiale FIMI.

## Tracce
1. Il mago scaccianuvole
2. Rosa Luxembourg
3. Spicchi di mele secche
4. Un paese cortigiano
5. Spogliati
6. Amore bellissimo
7. Sant'Eustachio
8. Godi
9. Come i Beatles
10. Interessa la danza?
11. Preoccupato marasma
12. Hanno ragione loro

## Formazione

### Gruppo
- Erriquez - voce, cori, chitarra ritmica, ukulele, cembalo, shaker, produzione
- Finaz - cori, chitarra solista e accompagnamento, mandolino, produzione
- Don Bachi - basso, contrabbasso
- Orla - slide, chitarra elettrica
- Nuto - batteria

### Produzione
- Cantax - fonico, produzione
- Gianluca Vaccaro - produzione, mastering
- Francesco Barbaro - produttore esecutivo
- Fabrizio Frezza - assistente di produzione
- Carmine Simeone - mastering

### Collaborazioni
- Leonardo Volo - clavinet, pianoforte
- Gianluca Misiti - wurlitzer, organo, pianoforte
- Alberto Becucci - fisarmonica
- Rocco Camillocromo Brunori - tromba, flicorno

### Copertina
- Alessandro Capellaro - illustrazioni
- Marco Mugnai - grafica